# Șoim mediteraneean

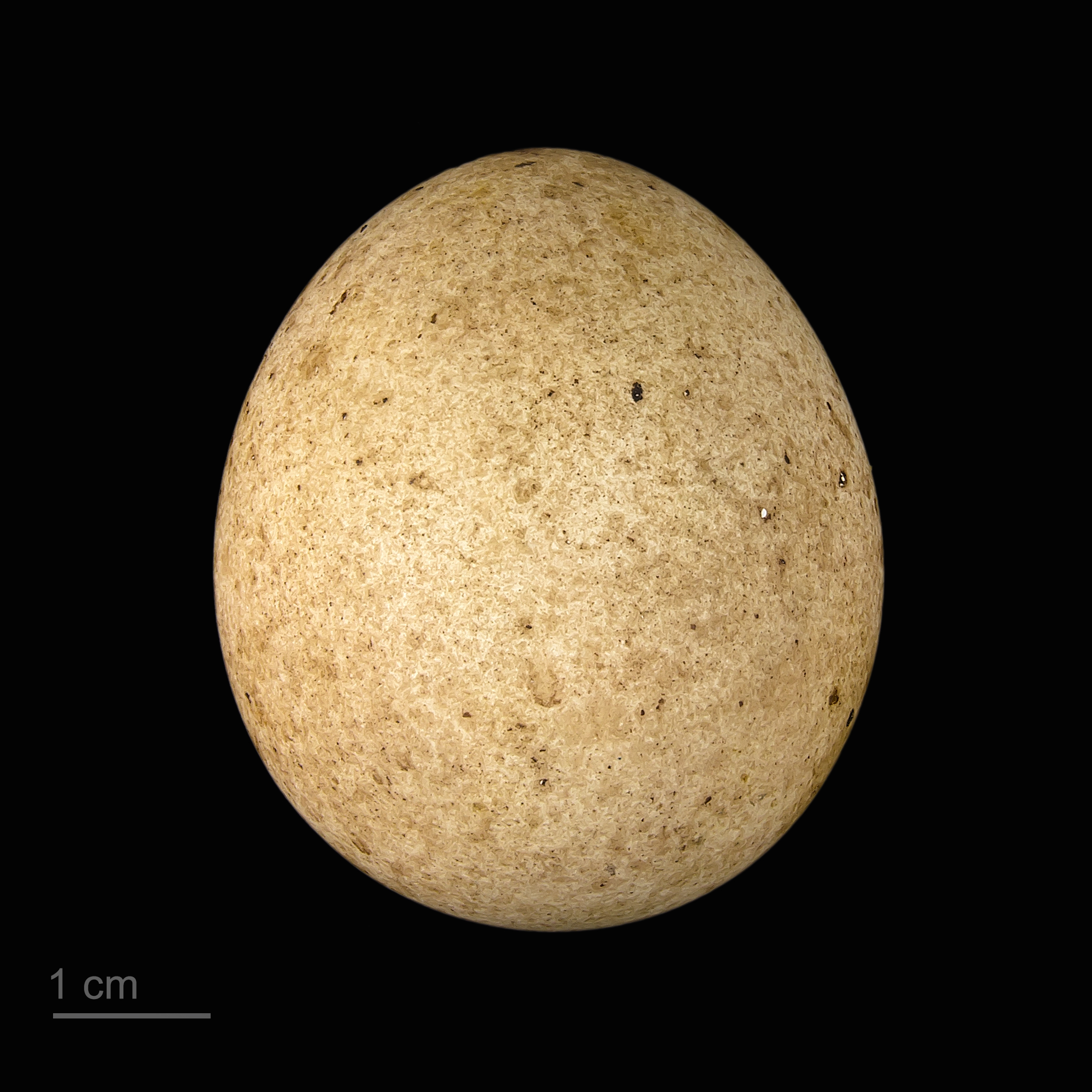
Falco eleonorae - MHNT

Șoimul mediteraneean (Falco eleonorae) sau șoimul Eleonorei este o pasăre de pradă aparținând familiei Falconidae. Originar din Africa, șoimul Eleonorei migrează în sudul Europei și cuibărește în zona mediteraneeană. De obicei iernează în Madagascar, uneori în Sahara și sudul Keniei. Distanța parcursă în timpul migrației este extraordinar de mare (cam 9000 de kilometri). În România șoimul mediteraneean apare foarte rar. În perioada 2010-2017 au fost observate câteva exemplare în Delta Dunării.

## Descriere
Aspectul său este asemănător unui șoim, doar aripile sunt mai mari decât ale șoimului călător și mai agile decât ale vânturelului roșu. Este o pasăre de talie medie, ce nu depășește lungimea de 36–40 cm și greutatea de 400 g.

## Legături externe
- Macqueron, Grégoire (21 octobre 2009). „Le secret du Faucon d'Eléonore dévoilé”. Futura-science.com. Arhivat din original la 2011-03-18. Verificați datele pentru: |date= (ajutor)